# Palaeochrysophanus pfeifferi
Palaeochrysophanus pfeifferi är en fjärilsart som beskrevs av Beuret 1952. Palaeochrysophanus pfeifferi ingår i släktet Palaeochrysophanus och familjen juvelvingar. Inga underarter finns listade i Catalogue of Life.